# 神戸神社
神戸神社（かんべじんじゃ）は、兵庫県たつの市にある神社。秋祭りにちなみなくわずの宮とも呼ばれる。
神戸神社は伊藤崇人が宮司を務める宗教法人。現在の宮司が就任するまでは3代目続けて室﨑家が管轄していた。1200年もの由緒正しき歴史を持つ神社であるが、現在の宗教法人神戸神社は、第二次世界大戦中に宮司不在であった神戸神社を建て直すために室﨑家本家である太子町の阿宗神社より室崎重貞が建て直しに入ったのを始めとする。後にその立地の良さと広大な土地を生かし、結婚式事業で急成長。現在も多くの氏子・役員を抱える。(室﨑家は兵庫県南部に本拠地を置き、古くから神職を務める一族)
2017年（平成29年）5月より宮司に伊藤崇人が就任。新たに年間行事に輪越し祭が加わった。

## 社殿建設について
昭和後期、結婚式事業で急成長した神戸神社は、事業拡大・施設が老朽化していたこともあり、昭和52年に社殿再建を行った。
神戸山付近に広大な土地を持っていたため、土地一部を売却。2代目宮司室﨑貞夫が指揮をとり、当時の価値で30億円をかけ6000坪の境内の整備、社殿、社務所、社宅の建て直し、大国殿と呼ばれる結婚式場の建設を行った。 国道2号線/JR竜野駅に面する。

## 祭神
- 大己貴命
- 少彦名命

これらの神々は、1468年（応仁2年）、3月午の日に、播磨の国の宮伊和神社より御分霊を招いた。　しかし、神戸山は播磨風土紀もあるとおり古来から神の宿る聖地・神山として崇められていたために、1200年もの長い歴史を持つ。

## 境内
- 御神木
- 旧本殿跡地
- 石神

広い土地を生かし、境内には多くの桜の木が並び、中島をもつ池や築山がある。結婚式事業を意識したこともあり、一部境内は庭園として整備されている。春の桜も素晴らしいが、特に夏は圧巻であり、美しい緑の木々で朱色の社殿が映える。一般客は中まで入ることはできないが、式場と社宅に挟まれた中庭が非常に美しい庭園となっており、社宅玄関側も庭園として整備されている。

### 境内摂社
- 八幡宮
  - 誉田別命（ほんだわけのみこと）応神天皇
  - 息長帯比売命（おきながたらしひめのみこと） 神功皇后

神戸神社の八幡宮は全国的にも珍しく、２つ縦に並んでいる末社の後ろ側にある。基本的に八幡宮は目立つ手前におかれるのだが、それら二基のうち手前の末社が旧本殿であるため、旧本殿を優先し八幡宮が後ろに隠れている。

## 祭事
- 神戸神社秋祭（菜食わずの祭り・10月10日）この日は野菜を食べない習慣が今でも残っている。由来は、「弘法大師が、小川で野菜を洗っていた女性に、その野菜を欲しいと言ったところその女性は断った。それ以来、秋祭りの日に菜を食べると腹痛を起こすと言われている」となっている。

## 所在地
兵庫県たつの市揖保川町神戸北山222

## アクセス
- 鉄道：西日本旅客鉄道（JR西日本）山陽本線 竜野駅下車

## 近隣情報
- 養久山古墳墓群
- 永富家住宅
- 因念寺